# Карта Фра Мавро

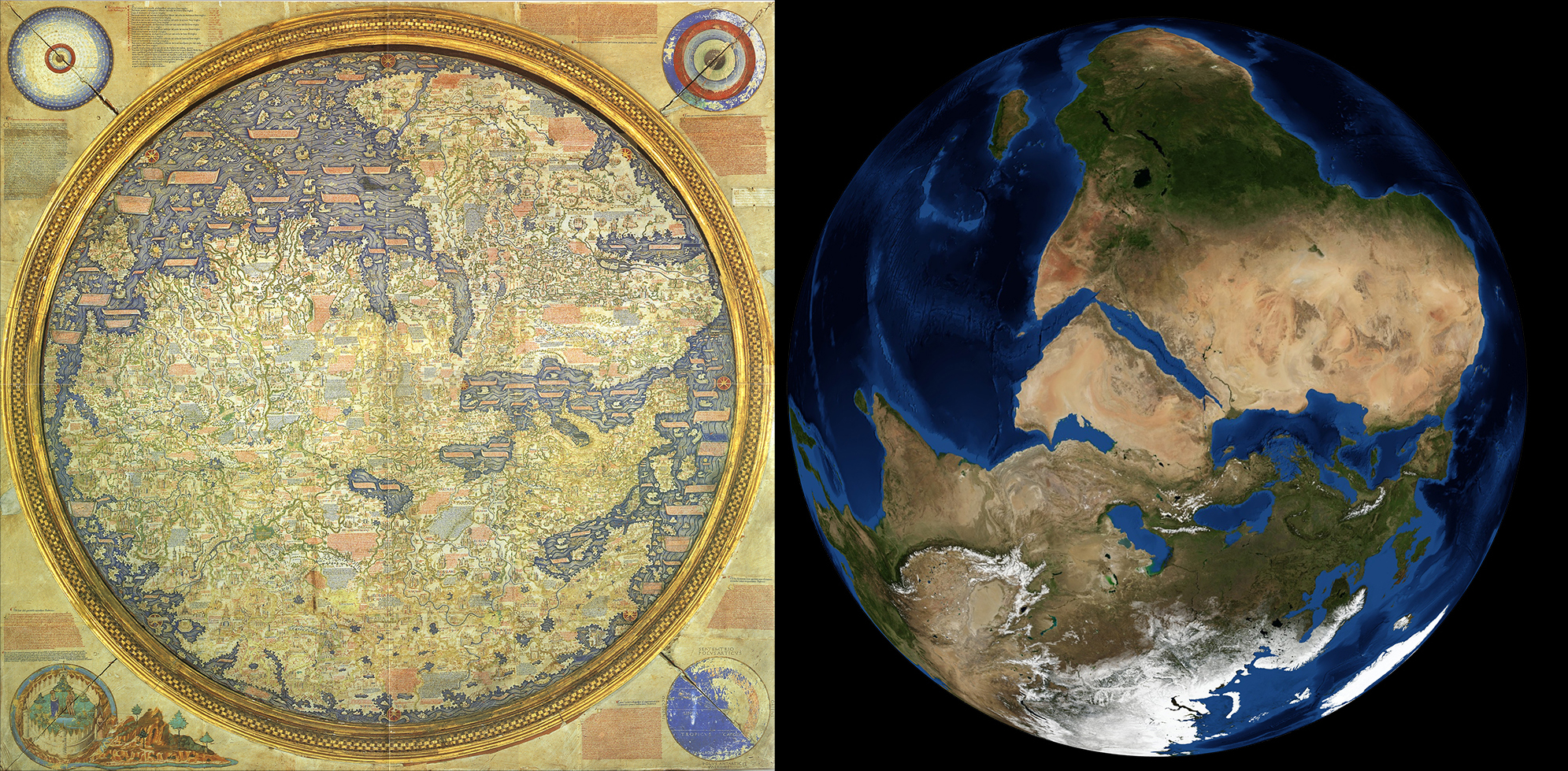
Поріняння карти Фра Мавро із сучасним супутниковим знімком. NASA описує порівняння як «приголомшливе» та відзначає, наскільки на диво точними є певні частини карти, враховуючи доступні на той час методи.

Карта світу Фра Мавро (італ. Mappamondo di Fra Mauro) — середньовічна карта світу (лат. mappa mundi), виготовлена в 1450-х роках венеційським картографом Фра Мавро. Карта «вважається найвидатнішою пам'яткою середньовічної картографії». Карта являє собою круглу планісферу, зображену на пергаментній основі і закріплену на дерев'яній рамі, розміри якої перевищують два на два метри. Вона включає зображення Азії, Індійського океану, Африки, Європи та Атлантики. Орієнтована вершиною на південь.
Карта світу Фра Мавро — головна його картографічна робота. На її розробку пішло кілька років, а виготовлення було дуже дорогим. Карта містить сотні детальних ілюстрацій та понад 3000 описових текстів. Це було найдетальніше і найточніше зображення світу, яке було створене до того часу. Таким чином, карта Фра Мавро вважається однією з найважливіших робіт у історії картографії. Її створення позначило кінець біблійної географії в Європі та початок більш наукового способу складання карт, яке надавало перевагу точності, а не традиціям чи релігійним віруванням.
Творець карти Фра Мавро був камальдульским ченцем з острова Мурано поблизу Венеції. Він працював бухгалтером та професійним картографом. Карта була виготовлена в двох ексземплярах для правителів Венеційської республіки та Португальського королівства, двох головних морських країн того часу.
Сьогодні карту можна побачити в Музеї Коррер у Венеції, Італія.

## Карта
Карта дуже велика і має розміри 2,4х2,4 метра. Це робить карту світу Фра Мавро найбільшою у світі картою, що дійшла до нас з часів ранньомодерної Європи. Карта намальована на високоякісному пергаменті та розміщена в позолоченому дерев'яному каркасі. Креслення дуже деталізовані та використовують цілий ряд дорогих пігментів: сині, червоні, бірюзові, коричневі, зелені та чорні.
Головна кругла карта світу оточена чотирма меншими сферами:
- У верхньому лівому куті — космологічна діаграма, карта Сонячної системи за системою Птолемея.
- У верхньому правому куті — схема чотирьох елементів — за землею йдуть вода, вогонь і повітря.
- Внизу зліва — ілюстрація Едемського саду . Важливо зазначити, що Фра Мавро зробив рішучий крок, розмістивши Едемський сад за межами світу, а не в його традиційному місці на крайньому сході.
- У нижньому правому куті — зображення Землі у вигляді глобусу. На ньому показано Північний і Південний полюси, а також екватор і два тропіки .

Близько 3.000 написів та детальних текстів описують різні географічні об'єкти на карті, а також супутню інформацію про них. Зображення населених місць і гір, хорографія карти також є важливою особливістю. Замки та міста ідентифікуються за допомогою зображувальних гліфів, що зображують башти із замками або містечками, відмінні в порядку їх важливості.
Створення карти було непересічним завданням і воно зайняло кілька років. Карту створив не Фра Мавро самотужки, а ціла команда картографів, художників та переписувачів, що діяла під його орудою і використовувала одні з найдорожчих технік, що були доступні на той час. Ціна карти складала приблизно середню річну зарплату тогочасного копірувальника.

### Видання та репродукції
Майстерня Фра Мавро випустила два оригінальні видання карти. Крім того, принаймні одна якісна копія була зроблена значно пізніше з використанням аналогічних матеріалів.
- Одне видання було замовлене Сеньйорією Венеції — вищим органом управління Венеційської Республіки. Це видання існує досі. Ця карта була віднайдена в монастирі Св. Михайла в Мурано, де була розміщена майстерня Фра Мавро. Зазвичай її можна побачити у заключній кімнаті Sale Monumenti у Венеції, у Музеї Коррер.
- Інше видання карти було зроблено для короля Португалії Афонсо V. Це видання було виготовлено Фра Мавро та його помічником Андреа Б'янко, моряком і картографом. Вона була завершена 24 квітня 1459 року. Цю карту відправили до Лісабона, в Португалію. Документи показують, що ця карта зберігалася в королівському палаці в замку Св. Георгія принаймні до 1494 року, але десь після цього часу карта зникла.

У 1804 році британський картограф Вільям Фрейзер здійснив повне відтворення карти на пергаменті. Хоча відтворення є точним, помітні незначні відмінності між ним та венеційським оригіналом. Наразі репродукція Фрейзера демонструється в Британській бібліотеці в Лондоні. У цій статті деякі зображення зроблені з венеційського видання, а деякі — з репродукції Фрейзера.
Ряд істориків картографії, починаючи з Джасінто Пласідо Зурли (1806), вивчав карту Фра Мавро. Критичне видання карти було підготовлене П'єро Фальчетта у 2006 році.

## Орієнтація та центр
Карта світу Фра-Мавро є незвичною, але типовою для портоланів Фра Мавро, оскільки її орієнтація спрямована у верхній частині на південь. Одне з пояснень того, чому карта розміщує південь зверху, полягає в тому, що компаси 15 століття були спрямовані на південь. Крім того, південь розміщувався зверху на тогочасних арабських картах. На відміну від них, більшість європейських mappae mundi цього часу розміщували на вершині схід, оскільки на сході був розміщений біблійний Едемський сад. Натомість, античні карти світу, такі як карта Птолемея, були орієнтовані на північ. Фра Мавро усвідомлював релігійне значення сходу, а також історичне та традиційне значення карти Птолемея і відчував потребу надати пояснення, чому він змінив орієнтацію на своїй карті світу:
"Я не вважаю принизливим для Птолемея, якщо я не буду слідувати його Космографії, тому що, щоб дотримуватись його меридіанів, паралелей або градусів, було б необхідно, щоб на карті не було показано багато територій, про які не згадував Птолемей. А найважливіше по меридіану, тобто з півдня на північ, у нього є багато тера інкогніта, тому що в той час ці землі були невідомі ". (Текст з карти Фра Мавро)
Ще одним відривом від традиції було те, що Єрусалим не показується як центр світу. Фра Мавро виправдовує зміни таким чином:
«Єрусалим справді є центром населеного світу з точки зору широти, хоча з точки зору довготи він знаходиться дещо на заході, але оскільки західна частина густіше заселена в Європі, тому Єрусалим також є центром і з точки зору довготи, якщо брати до уваги не порожній простір, а густину населення». (Текст з карти Фра Мавро)

## Європа
Європейська частина карти, найближча до Венеції, батьківщини Фра Мавро є найбільш точною. На карті зображено Середземне море, Атлантичне узбережжя, Чорне море та Балтійське море та простягається аж до Ісландії. Узбережжя Середземного моря зображене дуже точно, зазначені усі великі острови чи важливі ділянки суходолу. Зображено також багато міст і річок, а також гірські хребти Європи.

### Велика Британія
Дві легенди на карті описують Англію та Шотландію. Вони говорять про гігантів, саксонців та св. Георгія:
«Зверніть увагу, що в давнину Англія була населена гігантами, але деякі троянці, які пережили знищення Трої, прийшли на цей острів, боролися з його мешканцями і перемогли їх; за іменем їхнього принца Брута острів назвали Британія. Але пізніше сакси та німці завоювали його, і за іменем однієї зі своїх королев, Анжели, назвали острів Англією. І ці народи були навернені до Віри папою св. Григорієм, який послав їм єпископа на ім'я Августин».
"Як показано, Скотія [Шотландія] здається суміжною з Англією, але в південній її частині вона відділена від неї водою і горами. Люди відрізняються легкою мораллю, жорстокістю та люттю до своїх ворогів; і вони надають перевагу смерті перед рабством. Острів дуже родючий і багатий на пасовища, річки, джерела, тварин та у всьому іншому; і це є Англія ".

### Скандинавія
Скандинавія — найменш коректно відображена частина європейської частини карти. Легенда, що описує Норвегію та Швецію, описує високих, сильних та лютих людей, білих ведмедів та святу Брігіду Шведську:
"Норвегія — дуже велика провінція, оточена морем і приєднана до Светії [Швеції]. Тут вони не виробляють ні вина, ні олії, а люди сильні, міцні та великого зросту. Так само і в Светії люди дуже жорстокі; а на думку деяких, навіть Юлій Цезар не прагнув протистояти їм у бою. Подібним чином ці народи були великою бідою для Європи; а за часів Олександра греки не мали сміливості підкорити їх. Але зараз вони значно підупали і не мають тієї репутації, яку мали раніше. Тут, як кажуть, знаходиться тіло святої Брігіди, яка, як дехто стверджує, була зі Светії. А також кажуть, що тут існує багато нових видів тварин, особливо величезні білі ведмеді та інші дикі тварини.

### Україна
На карті Фра Мавро присутнє зображення українських земель. На карті досить докладно описана Русь, неодноразово зустрічається і сама ця назва. Карта світу Фра Мавро — одне з перших історичних джерел, в якому згадуються і виділяються три «кольорові» частини Русі: Червона Русь (Rossia Rossa, Галичина), Чорна Русь (Rossia Negra), Біла Русь (Rossia Biancha). Але зважаючи на те, що автору особисто не були добре відомі східнослов'янські землі, в цьому регіоні було допущено ряд грубих помилок. На карті територія в районі Наддніпров'я (українські землі Великого Литовського Князівства) — Червона Русь (Rossia Rossa). Біла Русь (Rossia Biancha) у Фра Мавро, як і в більшості західноєвропейських авторів XIII—XVI століть — це синонім або Великого Новгорода або його частини, що була заселена колись народністю вепсів (знаходиться на карті між Волгою та Білим озером). Чорна Русь (Rossia Negra) показана на правому березі р. Оки, це переважно північно-західна частина руських земель (теперішня Білорусь). Київ на карті позначений тричі — як «Кіово», як «Кіево, або ж Кіо» та як «Макармі» (Манкерман).

## Азія
В азійській частині карти показані Аравійський півострів, Персія, Індійський субконтинент, включаючи острів Шрі-Ланка, острови Ява і Суматра, а також Бірма, Китай та Корейський півострів. Каспійське море, яке межує з Європою, має точну форму, але обриси Південної Азії спотворені, Індія розділена на дві половини. Зображені такі великі річки, як Тигр, Інд, Ганг, Хуанхе та Янцзи. Міста включають Багдад, Пекін, Бухару та Аюттхаю.

### Японія
Карта Фра Мавро — одна з перших західних карт, що зображує острови Японії (можливо, після карти світу Де Вірга). Частина Японії, ймовірно, Кюсю, з'являється під островом Ява з легендою «Ізола-де-Сімпагу» (перекручене написання Ципангу).

## Африка

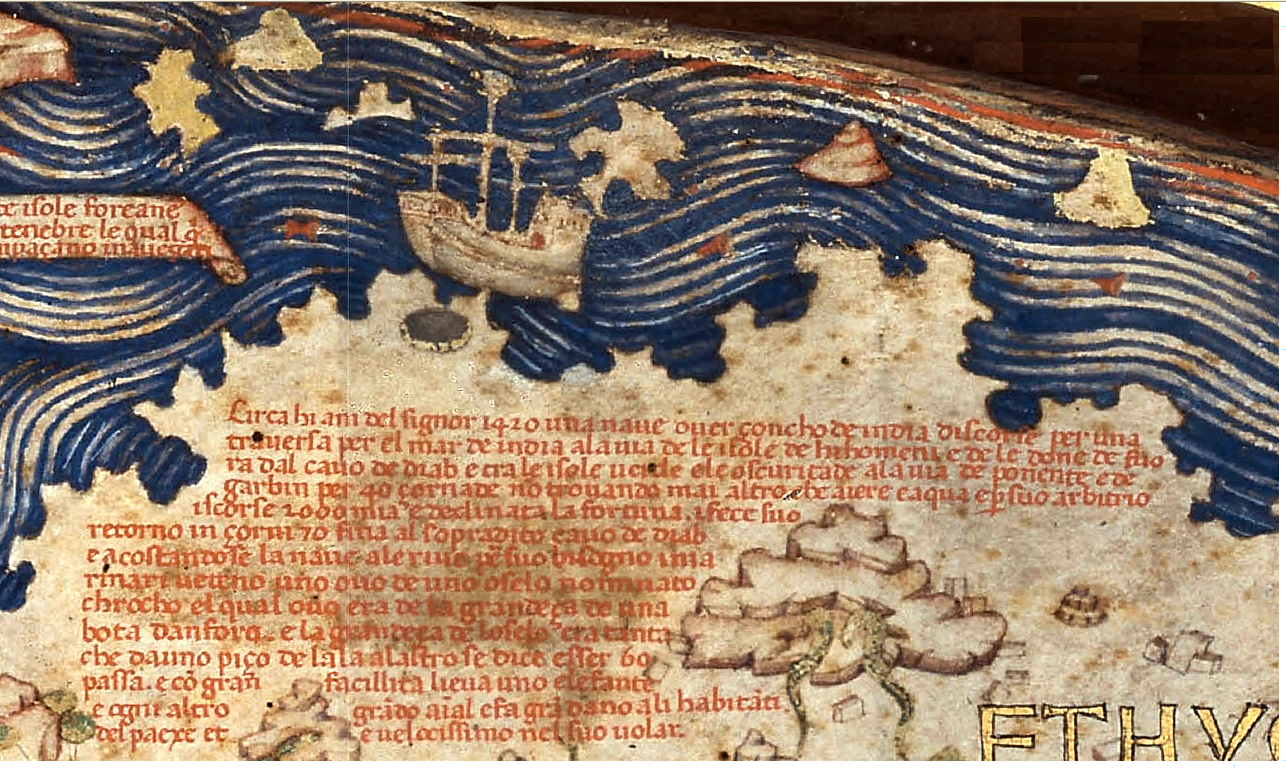
Деталь карти Фра Мавро, яка стосується подорожей джонки за межі Африки в 1420 році: Корабель також проілюстрований над текстом.

Опис Африки є досить точним. Південний мис континенту позначений як «мис Діаба».
Деякі острови, зображені в районі південної кінцівки Африки, носять арабські та індійські імена: Небіла (араб. — «святкування» або «красивий») і Мангла (санскр. — «щасливий»). Вони зазвичай ідентифікуються як «Острови чоловіків і жінок» з Індійського океану. Згідно зі старою арабською легендою, переказаною Марко Поло, один з цих островів населяли виключно чоловіки, а другий — жінки, і обидва вони збиралися для подружніх стосунків лише раз на рік. Їх розташування не було певним, і місце, запропоноване Фра Мавро, є лише однією з багатьох можливостей: сам Марко Поло розмістив їх у районі Сокотри, а інші середньовічні картографи пропонували місця в Південно-Східній Азії, поблизу Сінгапуру або на Філіппінах . Наразі острови вважаються міфічними.

### Мадагаскар
Острів Мадагаскар зображено на карті під назвою Діаб.

## Індійський океан
Індійський океан правильно зображений пов'язаним з Тихим океаном. Показано кілька груп невеликих островів, таких як Андаманські та Мальдівські острови. Фра Мавро наносить наступний напис на південній околиці Африки, який він називає «мисом Діаб», описуючи дослідження корабля зі сходу близько 1420 року:

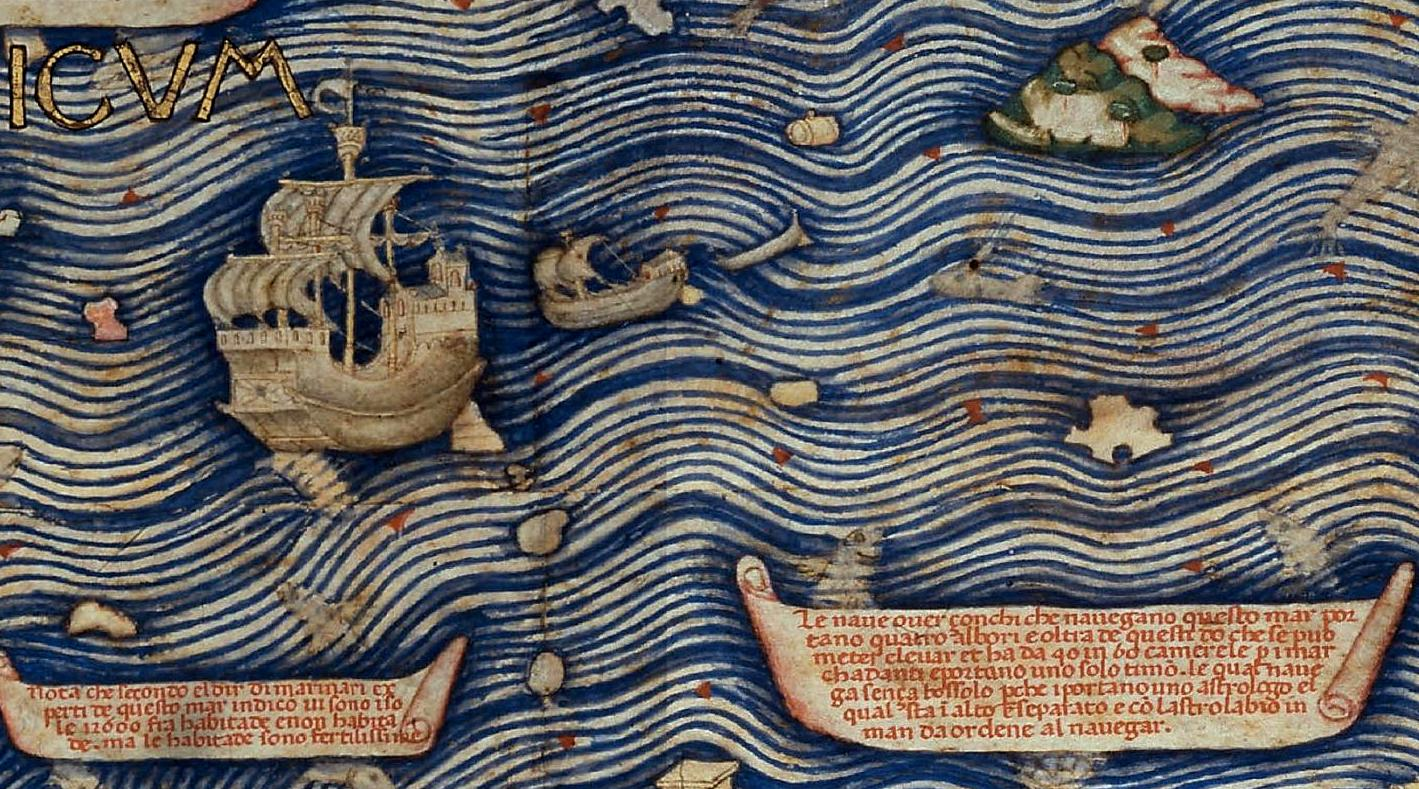
Деталь карти Фра Мавро, що описує конструкцію джонок, які плавають в Індійському океані

«Близько 1420 року корабель, або джонка з Індії переправився через Індійське море до острова Чоловіків та острова Жінок, біля мису Діаб, між Зеленими островами та тінню. Він плив 40 днів у південно-західному напрямку, ніколи не знаходячи нічого, крім вітру та води. За словами самих цих людей, корабель пройшов приблизно 2.000 миль вперед, доти, доки сприятливі умови не закінчились і він повернувся та за 70 днів доплив назад до мису Діаб».
"Кораблі, що називаються джонками, які плавають у цих морях, несуть чотири або більше щогл, деякі з яких можна піднімати або опускати, і мають від 40 до 60 кают для купців і лише один румпель. Вони можуть орієнтуватися без компаса, оскільки у них є астролог, який стоїть з астролябією в руках і віддає накази штурману» (текст з карти Фра Мавро, 09-P25).
Фра Мавро пояснив, що отримав інформацію від «надійного джерела», яке подорожувало разом з експедицією, можливо, венеційського дослідника Нікколо де Конті, який випадково опинився в Калікуті, Індія, на момент початку експедиції:
«Більше того, я спілкувався з людиною, гідною довіри, яка каже, що 40 днів плавав на індійському кораблі, захопленому лютою бурею в Індійському морі, за мисом Соффала та Зеленими островами в напрямку захід-південний захід; і за словами астрологів, які виконують роль їхніх провідників, вони пройшли майже 2.000 миль. Таким чином, можна повірити і підтвердити сказане і тими, і тими, і тому вони пропливли 4000 миль».
Фра Мавро також зауважує, що розповідь про цю експедицію разом із оповіддю Страбона про подорожі Евдокса Кизицького від Аравії до Гібралтару через південний океан у давнину змушує його вважати, що Індійський океан не був закритим морем і що Африку можна обійти навколо її південного кінця (Текст з карти Фра Мавро, 11, G2). Ці знання, разом із зображенням африканського континенту на карті, напевно, спонукали португальців активізувати свої, в кінцевому результаті успішні зусилля, щоб обійти південний мис Африки.

## Америка
Крім Гренландії, Америка була невідома європейцям у 1450 році. Гренландія включена на карту як посилання на Гроланду.

## Галерея

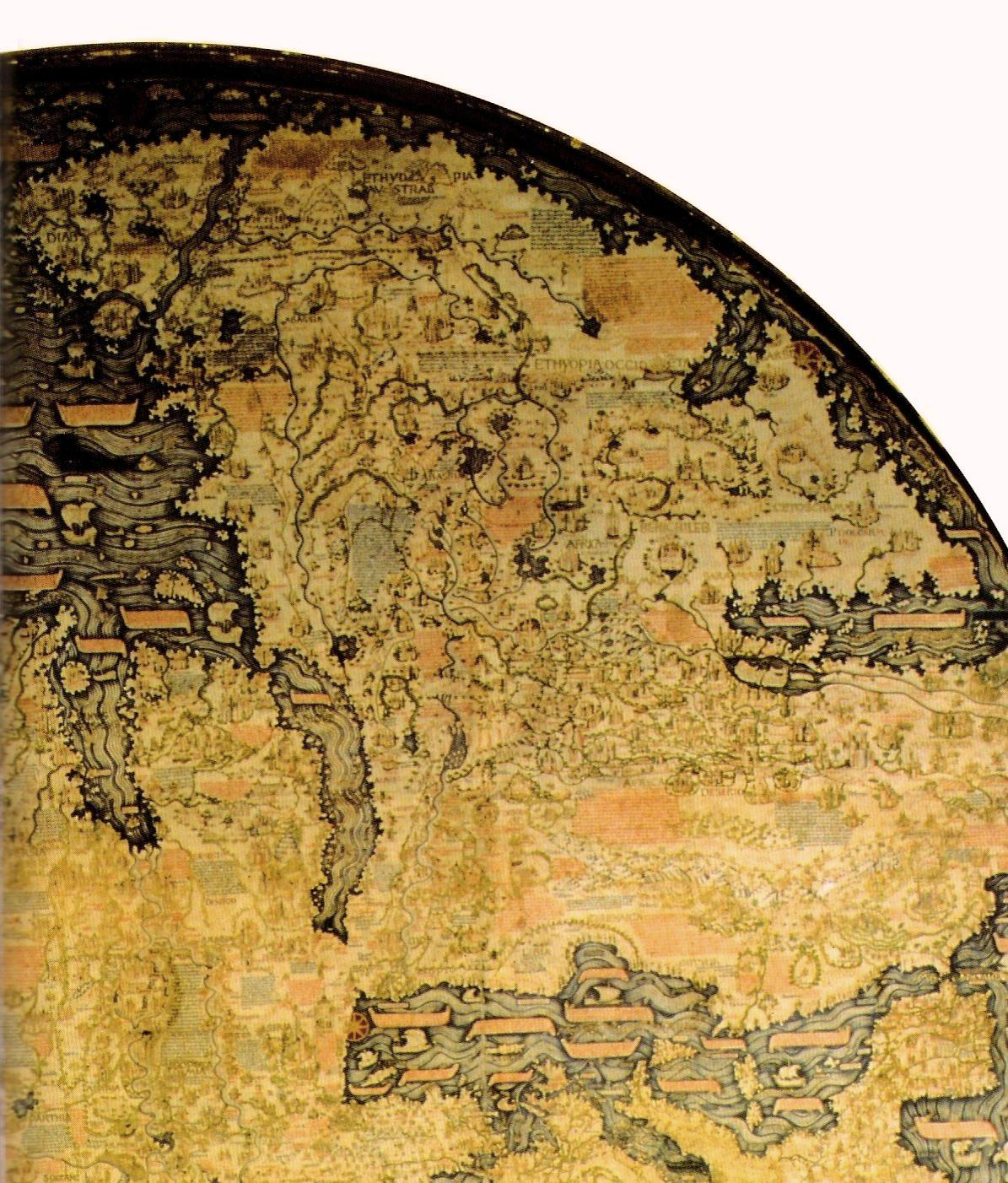
Африка (південна точка позначена як «мис Діаба»)
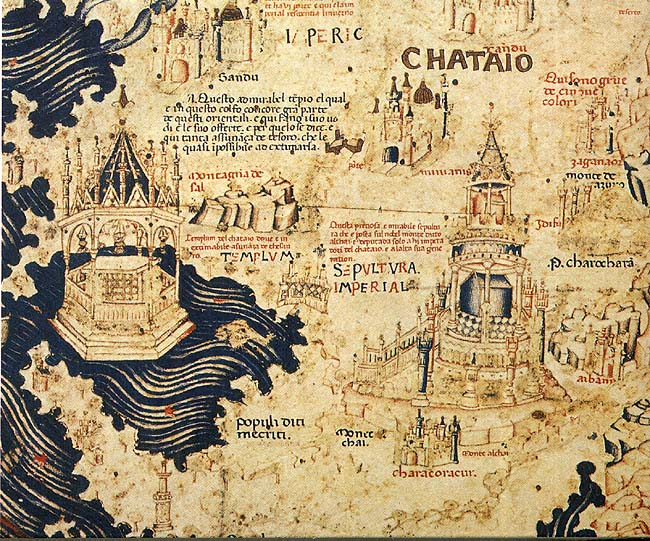
Частина Китаю
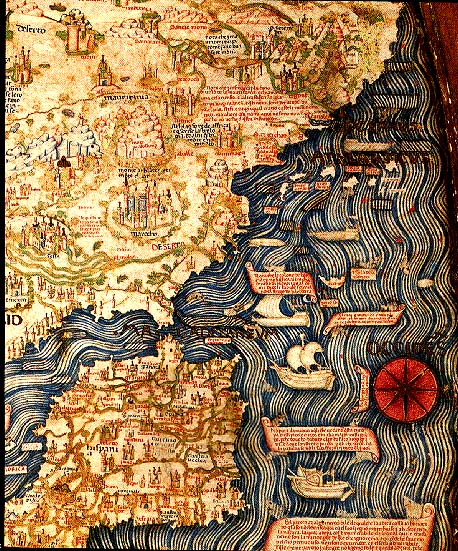
Іспанія, Португалія та Північна Африка
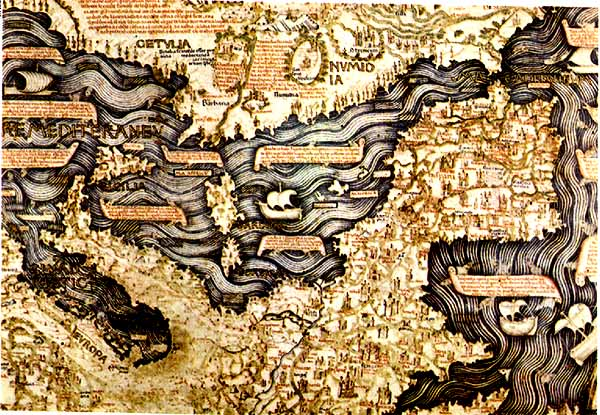
Європа
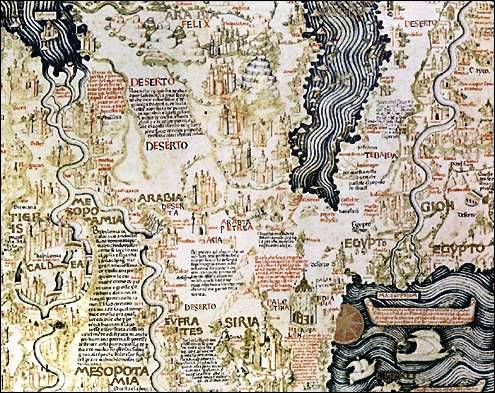
Близький Схід
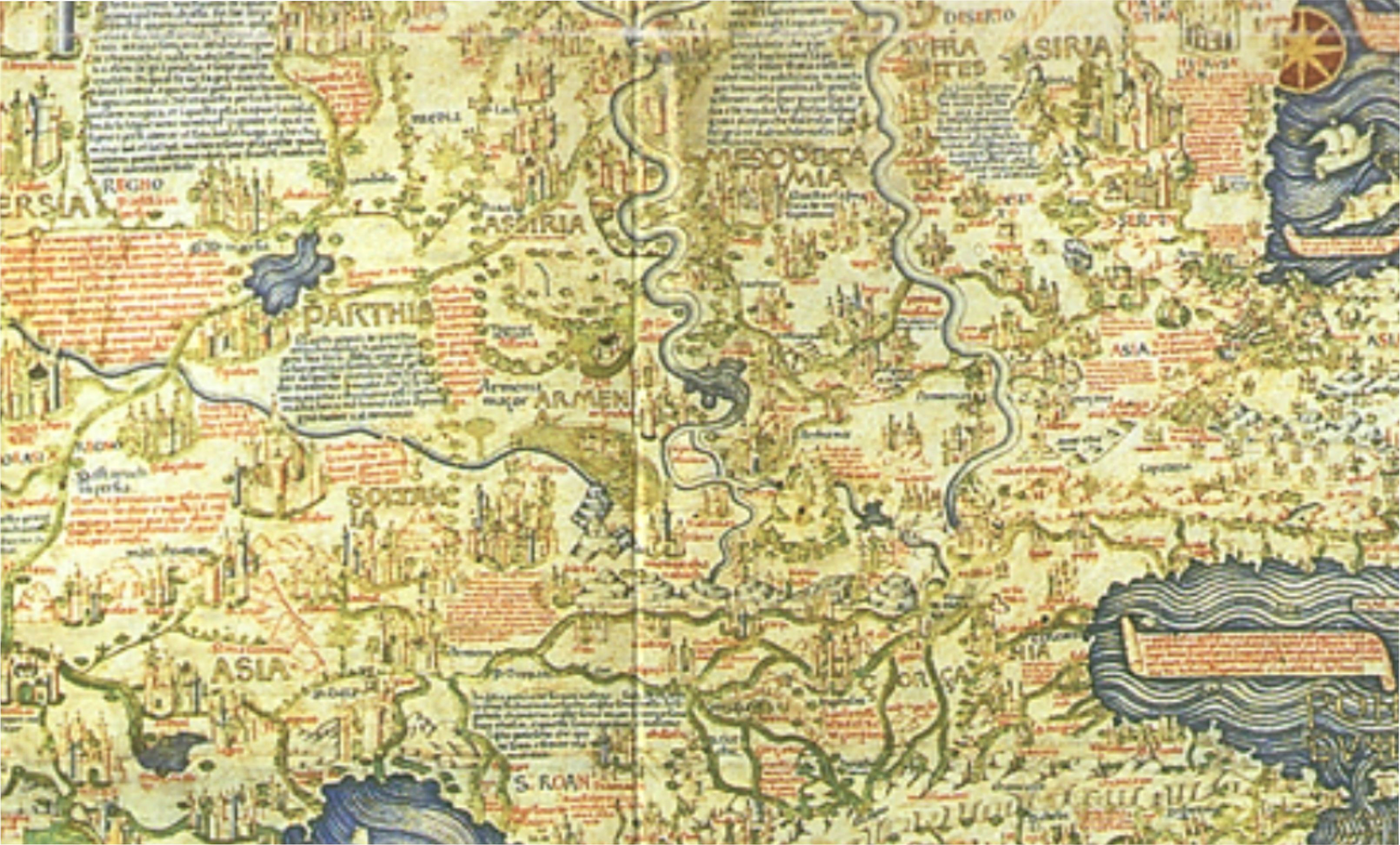
Кавказ і Персія
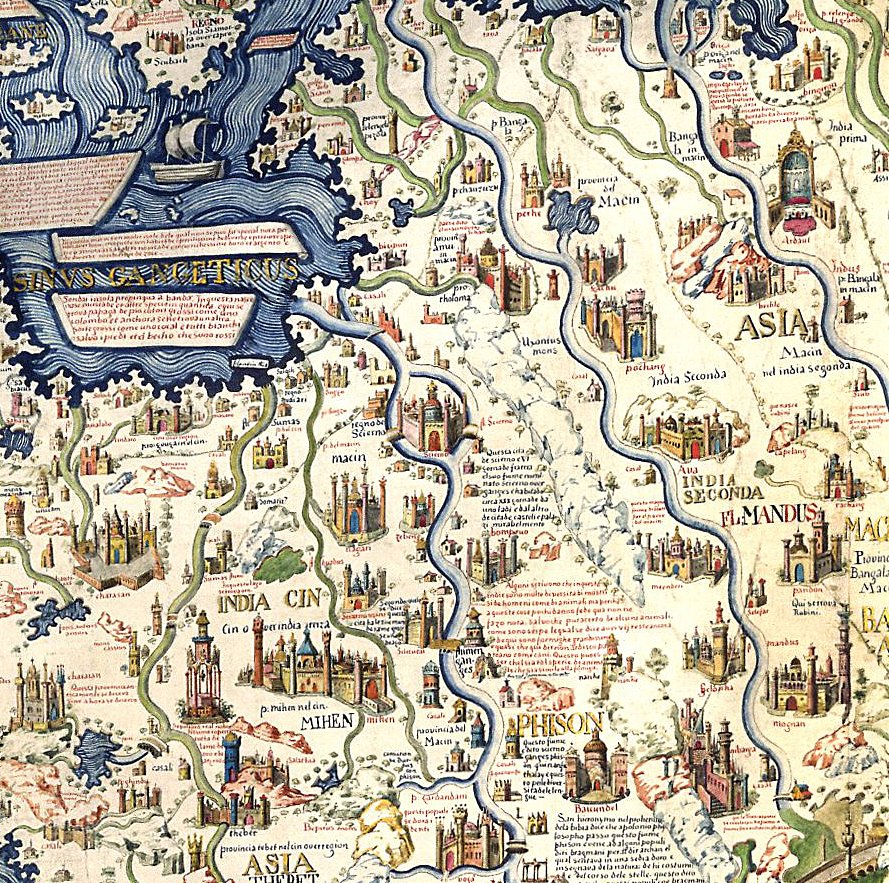
Материкова частина південно-східної Азії з містами «Сцірно», «Почанг» і «Ава», що вважаються зображенням Аюттхаї в Таїланді, та Багану та Інви в М'янмі.
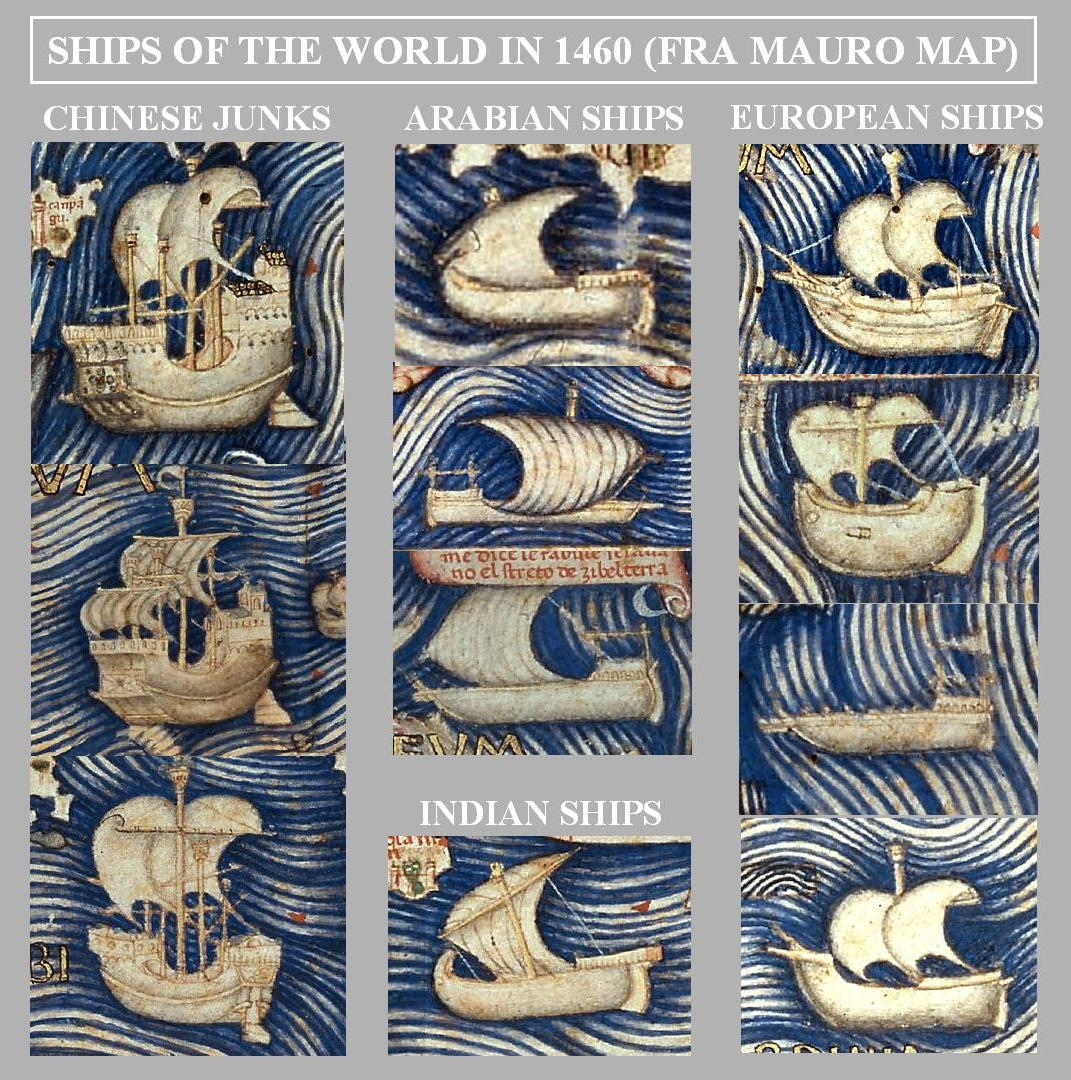
Кораблі різних частин світу. Китайські джонки описуються як дуже великі три-чотирищоглові кораблі
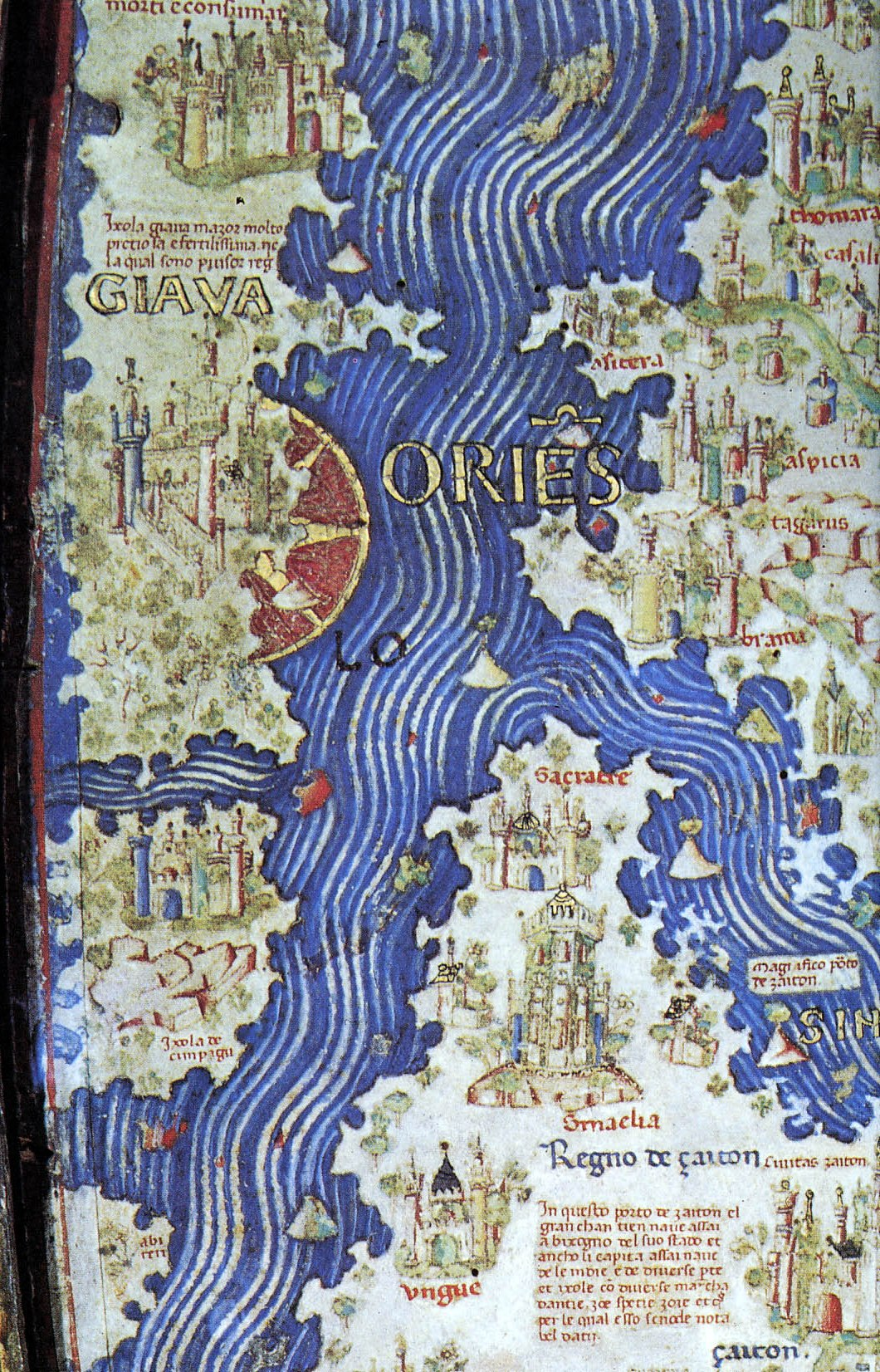
Перша згадка про Яву на західній карті
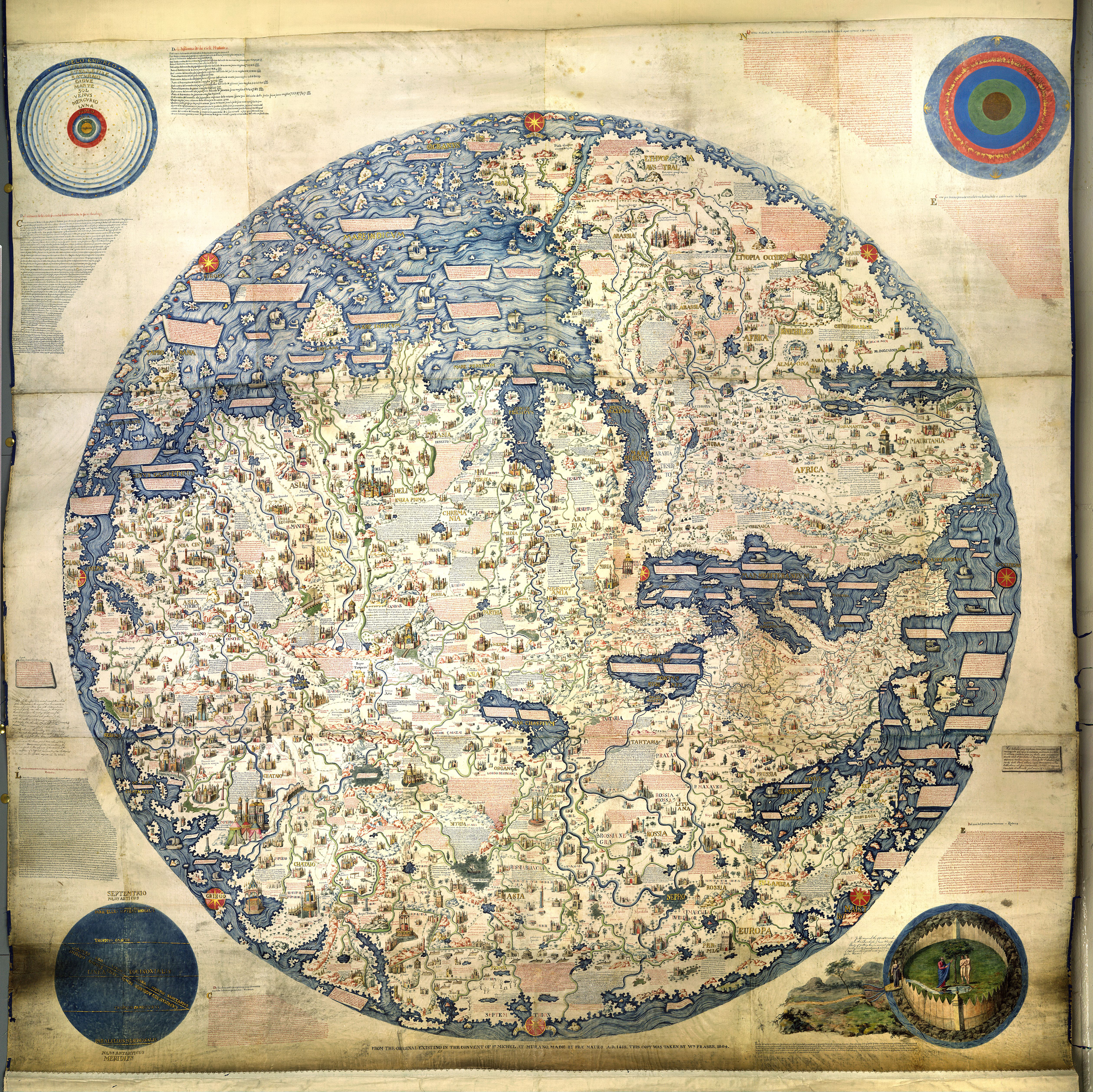
Копія Вільяма Фрейзера 1804 р. Повний перегляд з високою роздільною здатністю.

## Довжина кола Землі
Як і більшість середньовічних вчених, Фра Мавро розглядав світ як сферу. Однак він скористався традицією опису материків, оточених водою на площині в формі диску. В одному з текстів карта включає оцінку довжини кола землі:
«Так само я знайшов різні думки щодо цього кола, але перевірити їх неможливо. Кажуть, що це 22.500 або 24.000 мілій або більше чи менше, згідно з різними міркуваннями та думками, але вони не мають особливої достовірності, оскільки вони не були перевірені».
Італійська мілья — одиниця, яку запровадили ще римляни (миля) і яка не була стандартизована на момент створення карти в 1450 році. Якщо мілью прийняти за римську милю, це означає, що довжина кола Землі складе близько 34 468 км. Якщо мілью взяти за італійську милю, зазначена довжина кола становила б близько 43 059 км. Фактична меридіальна довжина кола Землі близька до обох цих значень приблизно в 40 008 км або приблизно 24 860 англійських миль. Отже, якщо вказаний розмір зроблено у римських милях, він становить 86-92 % від сучасних вимірювань, а якщо в італійських милях — 108—115 %.